# Ananias Ier de Moks
Pour les articles homonymes, voir Ananias.
Ananias Ier de Moks ou Anania Ier Mokatsi (en arménien Անանիա Ա Մոկացի) est Catholicos d'Arménie de 943 à environ 967. Son office se caractérise par la lutte contre les volontés d'autonomie des sièges de Siounie et d'Albanie du Caucase et contre l'hérésie tondrakienne ; il marque également la rupture du dialogue théologique engagé avec le patriarcat byzantin sous le règne du roi Achot Ier.

## Biographie
Originaire de la province de Moks, Anania succède en 943 à Élisée Rechtouni sur le trône catholicossal, alors établi à Aghtamar sur le lac de Van.

### Lutte de pouvoir
Il doit rapidement faire face aux volontés d'autonomie du métropolite Hakob de Siounie, qui tente de se rapprocher du Catholicos Sahak d'Albanie du Caucase. Après le rejet par ces deux prélats de la convocation d'Anania, celui-ci se rend alors à Tatev en 947 mais ne parvient pas à régler durablement le conflit ; il effectue une nouvelle tentative en 949, lorsque Gagik succède à son frère Sahak, et se rend en Khatchen, sans grand succès.
Ce n'est qu'à la mort de Hakob et de Gagik en 958, qu'Anania parvient à réaffirmer sa primauté, lors du concile de Kapan. Il retire certains privilèges à l'Église siounienne et installe à sa tête Vahan de Siounie ; il obtient également la soumission du siège albanien.

### Luttes de foi
Anania est en outre un ennemi du chalcédonisme et rompt le dialogue théologique engagé avec le patriarcat byzantin sous le règne du roi Achot Ier. Il écarte également les membres du clergé arménien trop conciliants à cet égard, comme l'évêque Khosrov Andzévatsi (le père de Grégoire de Narek, qu'il a pourtant installé lui-même), et impose un second baptême à ceux ayant reçu un baptême orthodoxe.
En parallèle, Anania doit faire face à l'hérésie tondrakienne, particulièrement au Vaspourakan ; il charge ainsi vers 950 Anania de Narek (l'oncle de Grégoire de Narek) de la réfuter. Les résultats ne sont cependant pas à la hauteur des attentes du Catholicos.

### Transfert et mort
L'insécurité croissante au Vaspourakan, augmentée par des incursions arabes, le pousse à transférer le siège catholicossal : d'Aghtamar à Varagavank dès 948, puis à Argina en 959. Ce dernier transfert le rapproche du pouvoir bagratide, établi en 961 à Ani ; c'est dans cette ville qu'Anania sacre roi Achot III la même année.
Anania, ce Catholicos décrit par l'historien arménien contemporain Stépanos Taronetsi comme « hautement vénéré à cause de sa sainteté et chéri de son troupeau », décède en 965/966 selon ce même historien, ou en 966/967 selon Mattéos Ourhayetsi, et est enterré à Argina ; Vahan Ier de Siounie lui succède.